# احشام قائدها (خورموج)
احشام قائدها (بالفارسية: احشام قائدها) هي قرية تقع في إيران في قسم خورموج الريفي. يقدر عدد سكانها بـ 181 نسمة بحسب إحصاء 2016.